# Menhir de Bonne-Nouvelle
Le menhir de Bonne-Nouvelle est situé à Trébeurden dans le département français des Côtes-d'Armor.

## Description
Le menhir mesure 3,70 m de hauteur (face sud) pour une largeur à la base maximale de 1 m (face sud). Il est en granite de l'île Canton. La face ouest comporte un important évidemment à la base, la face nord est fissurée dans sa partie supérieure. Le terrain ayant été décapé sur environ 0,50 m de hauteur, le petit bloc visible au pied du menhir côté ouest pourrait correspondre à une pierre de calage.